# 1188
1188 (MCLXXXVIII) var ett skottår som började en fredag i den julianska kalendern.

## Händelser

### Okänt datum
- Vintern - Gotlänningarna överfaller novgorodska köpmän.
- Fullt krig råder på Östersjön.
- Anfallare västerifrån, oklart vilka, besegrar novgoroderna i slagen vid Choruschka och Novotorschek.
- Någon gång mellan detta år och 1197 omnämns Hälsingland för första gången i ett svenskt dokument. Landet är kristnat och lyder under ärkebiskopen i Uppsala.
- Alfons IX av León sammankallar Cortes de León med representanter för adeln, prästerskapet och städerna, vilket anses vara ett av de första parlamenten i Europa.

## Födda
- 4 mars – Blanche av Kastilien, "drottning av England" 1216–1217 och av Frankrike 1223–1226 (gift med Ludvig VIII)
- Isabella av Angoulême, drottning av England 1200–1216 (gift med Johan utan land) (född omkring detta år)
- Ada av Holland, nederländsk regent, regerande grevinna av Holland.

## Avlidna
- Öystein Erlandsson, Øystein av Nidaros, norsk ärkebiskop, helgon.
- Aoife MacMurrough, irländsk adelsdam och härförare.